# ناحیه کاوکاولین، میشیگان
ناحیه کاوکاولین (به انگلیسی: Kawkawlin Township) یک منطقهٔ مسکونی در ایالات متحده آمریکا است که در شهرستان بی، میشیگان واقع شده‌است.
 ناحیه کاوکاولین ۱۰۷٫۴ کیلومتر مربع مساحت و ۴٬۸۴۸ نفر جمعیت دارد و ۱۸۳ متر بالاتر از سطح دریا واقع شده‌است.